# 佐伯和司
佐伯 和司（さえき かずし、1952年6月5日 - ）は、広島県広島市出身の元プロ野球選手（投手）。右投右打。1975年の広島東洋カープ初優勝時の主力投手として知られる。

## 経歴

### プロ入り前
山口県玖珂郡美和町（現:岩国市）生まれ。のちに広島で大手タクシー会社の代表取締役を務めた事業家の父と家族で、小学校時に広島市国泰寺町（現:中区国泰寺町）に移る。
広島市立国泰寺中学校を経て、1968年、広陵高校に入学。1年秋からエースとなり、翌1969年春季中国大会では決勝で米子商を降し優勝を飾る。同年夏の甲子園に出場。1回戦で春夏連覇を狙った三重を打ち合いで降したものの、八重樫幸雄が四番を打っていた仙台商に2回戦で敗れた（1-4）。
徐々に球威が増し、150km/h近い剛速球と、切れのいいカーブ・シュートを武器に三振の山を築く。投げれば完封、大半が二桁奪三振。「一桁だと気分が悪かった」と豪語するビッグマウス。重い剛球で高校3年間の公式戦で浴びた本塁打はわずか2本だった。相手チームに「バントするのも恐い」と言わせ、箕島高の島本講平（1970年南海ドラフト1位）、岐阜短大付高の湯口敏彦（同年巨人1位）と共に高校三羽烏と騒がれた。同年の秋季中国大会では、準決勝で島根県代表・江津工業相手に完投して9回裏サヨナラ勝ちし、決勝でも米子東を破って優勝を飾った。
1970年の春の選抜に出場。初戦の富山商戦で15奪三振、2戦目の千葉商戦で12奪三振を記録して2試合連続完封を果たし、準決勝で島本の箕島高と当たった。箕島高のしつこい攻撃と味方の失策もあり0-3で敗れる。箕島高は優勝し、かわいいマスクの島本は前年の太田幸司に続いて甲子園のアイドルとなった。一方、向こうっ気が強かった佐伯は、試合後のインタビューで「今日の審判は（ストライク・ボールの判定が）辛い」とプロの投手のような発言をし、世間の反感を買った。同年夏は県予選準決勝の広島工戦で18奪三振を記録。決勝では中学生の時からのライバルである広島商の日高晶彦投手と投げ合い、延長10回の熱闘の末に敗退、甲子園出場を逸した。　
この年秋のドラフト会議では目玉となり、まだメジャーリーグが身近でない時代、サンフランシスコ・ジャイアンツのスカウトも来日したほどだった。これは鶴岡一人がキャピー原田を通じて佐伯をアメリカに留学させたうえで、アメリカのプロ野球でプレーさせようとしたものだったが、当時の鈴木龍二セ・リーグ会長の反対でこれは実現せず、同年ドラフト1位で地元広島入団（金城基泰らが同期）、地元出身のスター選手として大いに騒がれた。

### プロ入り後
「走るのは大嫌い」と公言するなど相変わらずのところを見せたが、よく走り込みプロ1年目は4勝9敗。2年目は6勝8敗ながら初めて規定投球回（リーグ10位、防御率3.07）に達する。
1973年、フォークボールを習得し大ブレーク、19勝を挙げ防御率2.30のリーグ5位、一躍エースにのし上った。しかし、この年の酷使が祟ったのか肩を痛めた。
1974年は2勝に留まった。
1975年、嘘のように肩の痛みが取れ、新しく習得したスライダーを武器に、球団創設25年目にして初優勝に驀進するチームの一翼を担い、外木場義郎20勝、池谷公二郎18勝に次ぐ15勝を挙げ面目を保った。同年の阪急ブレーブスとの日本シリーズでは2試合に先発。第2戦は5回に崩れ敗戦投手、第5戦も4回に大橋穣の投犠野選が決勝打となり敗戦投手となった。
なお最近では同じく広島に在籍経験のある黒田博樹が「打撃の下手な投手」として知られているが、佐伯も1973年から1975年にかけて71打席連続無安打のセ・リーグ記録を打ち立てた。1990年、阪神の猪俣隆が更新するまでセ・リーグ記録だった。
1977年に新美敏・皆川康夫・鵜飼克雄・内田順三との交換トレードで宮本幸信・久保俊巳と共に日本ハムファイターズへ移籍（この時広島ファンは初優勝にも貢献した地元出身のドラフト1位選手を放出したことに激怒し、抗議集会を開いたというエピソードがある）。
1978年には開幕投手を務め、球団が日本ハムに譲渡されてから初となるAクラス入り（3位）に貢献した。この年、オールスターゲームのファン投票で、日本ハム選手が組織票により8つのポジションを独占、物議を醸した。投手1位は高橋直樹だったが、佐伯も監督推薦で選ばれた。
1979年、2年連続二桁勝利を挙げた、
1981年に高橋里志との交換トレードで広島に復帰するが勝ち星を挙げることはなかった。
1982年に一軍未登板に終わり引退。

### 引退後
広島で現役登録のまま打撃投手を1986年まで務めたのち、1987年から同球団のスカウト。その後二軍投手コーチなどを務め、再び広島スカウトを務めた後、2004年退職。
2007年4月、岡山県に開学した環太平洋大学の硬式野球部監督を務めた。
2009年から四国・九州アイランドリーグ・高知ファイティングドッグスのコーチを2シーズン務めた。2010年9月27日、「体調不良」を理由に9月30日付での辞任が発表された。
現在は岩国ヤングホープスの総監督を務めている。

## 詳細情報

### 年度別投手成績
| 年 度      | 球 団      | 登 板 | 先 発 | 完 投 | 完 封 | 無 四 球 | 勝 利 | 敗 戦 | セ 丨 ブ | ホ 丨 ル ド | 勝 率 | 打 者 | 投 球 回 | 被 安 打 | 被 本 塁 打 | 与 四 球 | 敬 遠 | 与 死 球 | 奪 三 振 | 暴 投 | ボ 丨 ク | 失 点 | 自 責 点 | 防 御 率 | W H I P |
| ---------- | ---------- | ----- | ----- | ----- | ----- | -------- | ----- | ----- | -------- | ----------- | ----- | ----- | -------- | -------- | ----------- | -------- | ----- | -------- | -------- | ----- | -------- | ----- | -------- | -------- | ------- |
| 1971       | 広島       | 25    | 18    | 2     | 1     | 1        | 4     | 9     | --       | --          | .308  | 435   | 102.0    | 95       | 11          | 37       | 1     | 7        | 46       | 1     | 1        | 58    | 49       | 4.32     | 1.29    |
| 1972       | 広島       | 28    | 19    | 5     | 2     | 0        | 6     | 8     | --       | --          | .429  | 565   | 132.0    | 108      | 13          | 66       | 8     | 2        | 96       | 2     | 1        | 53    | 45       | 3.07     | 1.32    |
| 1973       | 広島       | 45    | 35    | 13    | 6     | 0        | 19    | 16    | --       | --          | .543  | 1112  | 277.2    | 210      | 24          | 89       | 5     | 8        | 166      | 4     | 0        | 74    | 71       | 2.30     | 1.08    |
| 1974       | 広島       | 16    | 12    | 2     | 0     | 0        | 2     | 7     | 0        | --          | .222  | 333   | 74.2     | 82       | 11          | 31       | 2     | 4        | 46       | 1     | 0        | 39    | 39       | 4.68     | 1.51    |
| 1975       | 広島       | 40    | 36    | 12    | 3     | 2        | 15    | 10    | 0        | --          | .600  | 1017  | 250.2    | 210      | 26          | 58       | 4     | 8        | 127      | 4     | 0        | 88    | 81       | 2.90     | 1.07    |
| 1976       | 広島       | 36    | 34    | 5     | 0     | 1        | 10    | 13    | 0        | --          | .435  | 821   | 189.2    | 220      | 29          | 51       | 2     | 6        | 122      | 1     | 0        | 103   | 92       | 4.36     | 1.43    |
| 1977       | 日本ハム   | 33    | 29    | 3     | 0     | 1        | 6     | 8     | 2        | --          | .429  | 694   | 168.0    | 159      | 17          | 42       | 1     | 9        | 82       | 2     | 0        | 69    | 66       | 3.54     | 1.20    |
| 1978       | 日本ハム   | 32    | 30    | 14    | 1     | 1        | 13    | 13    | 0        | --          | .500  | 950   | 225.2    | 237      | 29          | 51       | 4     | 5        | 109      | 6     | 0        | 106   | 103      | 4.10     | 1.28    |
| 1979       | 日本ハム   | 28    | 28    | 12    | 2     | 2        | 11    | 11    | 0        | --          | .500  | 797   | 192.2    | 197      | 27          | 40       | 0     | 5        | 88       | 5     | 0        | 93    | 89       | 4.15     | 1.23    |
| 1980       | 日本ハム   | 13    | 11    | 1     | 0     | 0        | 2     | 4     | 0        | --          | .333  | 216   | 50.1     | 55       | 8           | 13       | 0     | 0        | 16       | 0     | 0        | 32    | 30       | 5.40     | 1.35    |
| 1981       | 広島       | 6     | 4     | 0     | 0     | 0        | 0     | 1     | 0        | --          | .000  | 73    | 16.1     | 21       | 5           | 7        | 0     | 0        | 10       | 1     | 0        | 11    | 11       | 6.19     | 1.71    |
| 通算：11年 | 通算：11年 | 302   | 256   | 69    | 15    | 8        | 88    | 100   | 2        | --          | .468  | 7013  | 1679.2   | 1594     | 200         | 485      | 27    | 54       | 908      | 27    | 2        | 726   | 676      | 3.62     | 1.24    |

- 各年度の太字はリーグ最高

### 記録
初記録
- 初登板：1971年4月18日、対読売ジャイアンツ4回戦（広島市民球場）、6回表に3番手で救援登板、2回無失点
- 初奪三振：同上、6回表に柴田勲から
- 初先発：1971年4月29日、対中日ドラゴンズ1回戦（広島市民球場）、5回6失点（自責点0）で敗戦投手
- 初勝利・初完投勝利：1971年5月2日、対阪神タイガース5回戦（広島市民球場）、9回2失点
- 初完封勝利：1971年5月16日、対大洋ホエールズ5回戦（広島市民球場）
- 初セーブ：1977年9月1日、対クラウンライターライオンズ後期11回戦（平和台球場）、9回裏に6番手で救援登板・完了、1回無失点

節目の記録
- 1000投球回：1976年9月25日、対大洋ホエールズ22回戦（広島市民球場）、3回表3死目に達成
- 1500投球回：1978年5月26日、対ロッテオリオンズ前期8回戦（後楽園球場）、7回表1死目に達成

その他の記録
- オールスターゲーム出場：3回（1973年、1976年、1978年）

### 背番号
- 21 （1971年 - 1976年、1981年 - 1982年）
- 32 （1977年 - 1978年）
- 20 （1979年 - 1980年）
- 66 （1983年 - 1986年）
- 80 （2000年 - 2001年）